# Aalborg Nærbane
Aalborg Nærbane er en nærbane, der betjener syv jernbanestationer i Aalborg-området. Nærbanen kører ad den østjyske længdebane mellem Lindholm i nord til Skørping i syd, i alt 29 km. Der er to afgange i timen mandag til lørdag, hvoraf den ene er DSB's InterCitytog mellem Aalborg og København. Den anden er Nordjyske Jernbaners lokaltog mellem Skagen og Aalborg hhv. Aalborg og Skørping.
Nærbanen blev vedtaget af Folketinget i 1999 og blev indviet 14. december 2003. Den består af de hidtidige Aalborg Banegård og Skørping Station samt de nyanlagte Lindholm Station, Aalborg Vestby Station, Skalborg Station, Svenstrup Station og Støvring Station. Både i Lindholm, Støvring, Skalborg og Svenstrup var der tidligere jernbanestationer, men de blev nedlagt i 1970'erne som følge af lave passagertal.
Etableringen af nærbanen kostede ca. 125 mio., der blev samfinansieret mellem staten, Aalborg Kommune og Støvring Kommune.
Oprindeligt blev trafikken varetaget af DSB's InterCitytog mellem Frederikshavn (fra 2006 Lindholm) og København samt af regionaltog mellem Lindholm og Skørping. 6. august 2017 blev regionaltogene erstattet af Nordjyske Jernbaners lokaltog, der kom til at køre mellem Skagen og Aalborg hhv. Aalborg og Skørping.